# Fiesta del árbol (Villanueva de la Sierra)
La Fiesta del Árbol es una festividad celebrada anualmente el 26 de febrero en el municipio español de Villanueva de la Sierra (provincia de Cáceres, Extremadura). Es considerada la primera fiesta documentada en homenaje a los árboles, instaurada en el año 1805. Desde 2017 considerada Bien de Interés Cultural, con carácter de Bien Inmaterial.

## Contexto histórico
En 1805 una tormenta calcinó toda una arboleda en el pueblo cacereño de Villanueva de la Sierra y de aquellas cenizas surgió una idea que más de 200 años después se sigue celebrando, la fiesta del árbol. Carlos IV reinaba sobre un país de 11 millones de habitantes y un 90% de analfabetismo. Eran años de sequía, desnutrición y fiebre amarilla. En España, bajo la influencia napoleónica, se organizaron grandes talas de bosques para abastecer a la flota española en la Guerra de la Independencia.
Los curas eran los encargados de transmitir a la población rural los avances agrícolas, ganaderos y forestales, tal y como se recogían en el Semanario de Agricultura y Artes que, de 1797 hasta 1808, sirvió de altavoz a la Ilustración española acerca de aquellos usos artesanos y domésticos.

## Origen de la Fiesta del Árbol
La idea de la celebración se le ocurrió al sacerdote Ramón Vacas Roxo en 1805. De inspiración afrancesada, este clérigo, en el invierno de 1805 transmitió la necesidad de plantar árboles para reparar la pérdida de otros. “Vistamos de nuevos álamos nuestros valles, fuentes y paseos, para que nuestros nietos reposen a su sombra y nos bendigan, y miremos en adelante con ceño y con horror la pérfida mano que intentase aplicar la sierra a sus troncos”.
“Por oficio convocó a los clérigos, a los maestros, a las autoridades, al pueblo, vista la importancia que tenía el árbol para la salubridad del clima, y quiso darle aire de fiesta. Para ello convocó al pueblo en el Egido y en la Arroyada de la Fuente de la Mora y procedió a la plantación de álamos en ambos sitios dándole carácter de fiesta. Seguía a la plantación un acto religioso. Las fiestas duraron tres días. Se comió carne y se bebió vino tinto”. También se impulsó la plantación de árboles con criaturas de la escuela para recuperar los montes destruidos en la guerra contra las tropas de Napoleón. Se documentaba, por primera vez en el mundo, una fiesta en honor al árbol.
Y así, el 26 de febrero de 1805, quedó constituida la fiesta con la plantación, entre otros muchos, del que llamaron árbol de la libertad. Desde entonces, año tras año, apenas interrumpida esta práctica por un par de guerras, los parajes de este pueblo ubicado en la Sierra de Gata, una comarca que en los últimos tiempos ha sufrido incendios devastadores, se han ido repoblando con castaños, plátanos, loros, sauces.

### Disputa por la fiesta del árbol pionera
En el año 1915, un decreto del rey Alfonso XIII declaró obligatoria la celebración anual de una fiesta del árbol. Muchos personas mayores recordaban cómo les sacaban de las escuelas en un día festivo para ir a plantar árboles. Empezaba ya la preocupación por el medio ambiente, una conciencia conservacionista de la que Villanueva de la Sierra, localidad pionera.
La localidad defendió el registro más antiguo que se conoce de una fiesta del árbol. Así se lo hicieron ver en 1977 a una localidad de Nebraska que desde 1872 se sumó a una iniciativa semejante. 10 años más tarde los imitaron en Cincinnati y la FAO, en 1954, declaró la utilidad de inculcar en la población la silvicultura. A finales del XIX, Madrid tuvo su fiesta del árbol patrocinada por la Reina, después fue Barcelona.

### Reconocimiento de la primera fiesta del árbol
En el año 1971, la Diputación Provincial de Barcelona, invitó al Ayuntamiento de Villanueva de la Sierra a participar en la Fiesta al árbol frutal que se celebraría el 30 de junio de 1971. Tres hitos históricos se conmemoraron:
- 1805 Instituidor de la Primera Fiesta del Árbol: don Ramón Vaca Roxo (sacerdote) Villanueva de la Sierra (Cáceres).
- 1904 Instituidor de la Primera Fiesta del Árbol Frutal; don Francisco Viñas Dordal (Tenor) Moyá (Barcelona).
- 1929 Instituidor de la Fiesta de la Agricultura: don Juan Salvatella Parelleda, secretario regional de la Fiesta del Árbol (Barcelona).

En 1984, se erige un monumento con una placa de aportación popular. Con posterioridad, en 1991, se instala un monumento diseñado por el arquitecto madrileño Luis Antonio Gutiérrez en la Plaza del Egido y, para conmemorar el bicentenario, en 2006, se erige un monolito de granito conmemorativo en la Plaza.

### Bicentenario de la Fiesta del Árbol

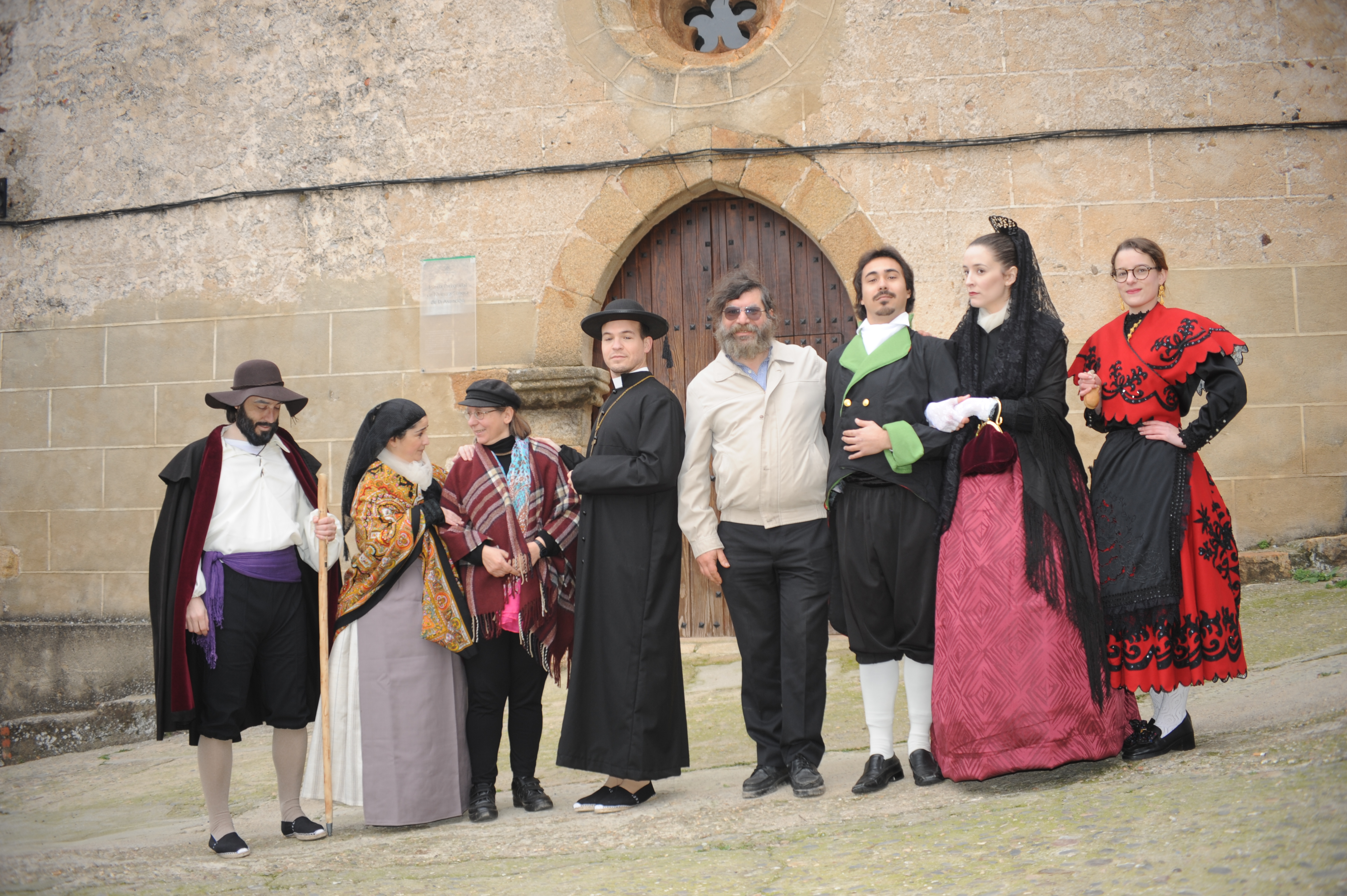
Trajes típicos de la Fiesta del Árbol de 1805

En el año 2005, el día 8 de febrero, martes de Carnaval, se celebró el bicentenario de la fiesta de árbol en Villanueva de la Sierra. Después de los discursos relativos a la fiesta se efectuó la plantación simbólica de árboles el paraje conocido como Las Eras con la participación de unas 300 personas. TVE-2 transmitió en directo para toda España el evento.

### Legado medioambiental
Herencia de las diversas plantaciones en las celebraciones de la Fiesta del Árbol, son el parque de Los Lagares, creado en 2007, y el Parque de los Ausentes, en las Eras, fundado en 2009.

## Premios y reconocimientos
- 1971 La Diputación de Barcelona reconoció a Villanueva de la Sierra el honor de ser la pionera en celebrar "La Fiesta del Árbol Forestal".
- 2006 Premio ADENEX - Asociación para la Defensa de la Naturaleza y los Recursos de Extremadura.[9]
- 2009 5.º Premio Andares de Montehermoso.[10]
- 2017 Declaración como bien de interés cultural con carácter de bien inmaterial.[11]